# Семёнов, Никита
Никита Семёнов (или Меркурий Семенович Киселёв, ок. 1800, д. Стрелково Рыбинского уезда Ярославской губернии (по др. версии — с. Воробино Ярославской губернии) — 4 марта 1894) — русский религиозный деятель, идеолог и реформатор старообрядчества, первый патриарх страннического толка статейников-иерархитов.

## Биография и реформаторская деятельность
От рождения — Меркурий Семёнович Киселёв. Из крестьян (отец — крестьянин-отходник, новообрядец, бравший сына в Москву). Самоучка. Предался религиозным исканиям, в 18 лет под влиянием топозерского старца Алексея совершил личный выбор веры и был крещён им в странство. Получил признание в страннической столице, Сопёлках близ Ярославля. Вёл образ жизни, характерный для бегунов, чуждаясь форм государственного принуждения и пребывая в странствии. Жил в Москве, в Поморье, в пошехонских лесах, под Каргополем. Скрываясь от властей, в трудных ситуациях неоднократно практиковал обычную для странников имитацию церковного правоверия. В 1840-е гг. стал одним из лидеров странничества, выдающийся полемист, вёл успешные дебаты с оппонентами, в частности в 1852 г. с плёсскими безденежниками (ветвью страннической секты), которые проходили в деревне Шлейково (ныне на юго-западной окраине Старой Вичуги). В 1854 г. был арестован в Вологодской губернии, два года провёл в тюрьме, был сослан по приказу Александра II на Соловки, бежал по дороге, снова был схвачен и доставлен по назначению. 20 июня 1857 г. Александр II посетил Соловки и даровал мнимо перешедшему в официальное православие Семёнову свободу с правом проживания в монастыре. Однако в 1858 г. Семёнов при помощи своих единоверцев скрылся и больше уже не был пойман. По некоторым сведениям, он часто бывал в сёлах Сеславино, Сопёлки, Бурмакино Ярославского уезда, в Ярославле у купцов Разживиных.
Реформировал учение и практику странничества. Семёнов утверждал, что «крeст, кoтoрый нecут стрaнники, вaжнee крeстa, кoтoрый нёc Христoc». Он учредил особую иерархию во главе с преимущим старейшим (впоследствии называемым патриархом), который избирался собором как превосходящий других «честью и властью», и стал первым преимущим старейшим (1864—1894). Ему подчинялись старейшие страны, которые руководили двумя и более пределами (в конце XIX в. имелось 8 пределов: Ярославский, Казанский, Тюменский, Томский, Костромской, Вологодский, Пермский; каждым руководил старейший предела). Старейший имел помощников; это креститель и духовник, творивший обряды; эконом, ведавший хозяйством. Отдельными моленными руководили игумены и игуменьи. Эта иерархия управления была утверждена на соборе в д. Вахрушево Вологодского уезда в июле 1864 г.
...многочисленная о том указания во Святом Писании, что потребно начальство при каждом времени и случае, а тем более при собрании верных. И безначалию учить — есть богопротивно, и к нечестию соотносительно, и еретичеству прикладно…
Старообрядцы, принявшие идеи, изложенные в этом манифесте (г.о. в Европейской России и на Урале), получили имя статейников или иерархитов; противники их — имя противостатейников, в Поморье и в Сибири оппонировавших идее иерархии как форме неприемлемого для них восстановления священства. Также Семёнов разрешил единодомовное проживание мужчин и женщин старше 50 и 40 лет соответственно, что входило в противоречие с радикально утверждаемой идеей безбрачия странников.
В 1957 г. инокиня Раиса написала житие Никиты Семёнова.

## Религиозное творчество
Автор сочинений «Малый образ ересем, или 30 ересей», «Символический статейник православной церкви» (1863), регламентирующего 19-ю главами и 84 статьями внутреннюю жизнь согласия и обосновывающих введение иерархического устройства, и других, полемических сочинений (напр., "Об акефалитской ереси противостатейников Можаева и иже с ним мудрствующих").
Основной труд Никиты Семенова - «Просветитель», "огромный Цветник различных выписок, правил, историй" с подробным изложением основных принципов догматики бегунства.